# Delefoged
En delefoged var en kongelig embedsmand i 1600- og 1700-tallet – varetog kongens
interesser på tingene og havde en vis politimyndighed – kaldes
også bondefoged.
| Jura | Spire Denne juraartikel er en spire som bør udbygges. Du er velkommen til at hjælpe Wikipedia ved at udvide den. |